# Wirtzfeld
Wirtzfeld est un village de la commune belge de Bullange située en Communauté germanophone de Belgique dans la province de Liège en Région wallonne.
Avant la fusion des communes de 1977, Wirtzfeld faisait partie de la commune de Rocherath.
En 2014, le village comptait 424 habitants pour 167 habitations.

## Situation
Wirtzfeld est un petit village du haut plateau ardennais arrosé par trois cours d'eau. Les deux premiers, les ruisseaux Hinterbach et Wirtzbach se jettent à la sortie du village dans la Holzwarche avant que cette dernière n'alimente le lac de Bütgenbach quelques hectomètres plus à l'est. La grosse majorité des habitations du village se trouve sur la rive droite de la Holzwarche et s'est implantée sur les deux collines dominant le Hinterbach et le Wirtzbach.
Bullange est situé à 3 km au sud et Rocherath 3 km à l'est.
L'altitude du village varie entre 555 et 615 m (570 m à l'église).

## Patrimoine
La petite église Sainte-Anne (St. Anna Kirche) date au moins du XVIe siècle et fut restaurée dès 1601. L'édifice de style gothique comprend une nef unique et un chœur avec chevet à trois pans. Des contreforts viennent consolider les murs latéraux. À l'intérieur, l'abside est ornée de huit têtes humaines formant une rosace en clé de voûte. 
L'église reprise sur la liste du patrimoine immobilier classé de Bullange depuis 1982 a été restaurée au début des années 2010 (peinture extérieure de couleur blanche).

## Loisirs
La localité compte un club de jeu d'échecs, le Schachfreunde Wirtzfeld.